# Saint-Martin, Hautes-Pyrénées
Saint-Martin är en kommun i departementet Hautes-Pyrénées i regionen Occitanien i sydvästra Frankrike. Kommunen ligger i kantonen Laloubère som tillhör arrondissementet Tarbes. År 2022 hade Saint-Martin 437 invånare.

## Befolkningsutveckling
Antalet invånare i kommunen Saint-Martin
| Referens: INSEE |